# Сборная Китая по пляжному футболу
Сборная Китая по пляжному футболу (кит. 中国国家沙滩足球队) — национальная команда, которая представляет Китай на международных соревновательных дисциплинах по пляжному футболу. Управляется Китайской футбольной ассоциацией.
Сборная Китая никогда не участвовала в розыгрышах чемпионатов мира. По состоянию на апрель 2024 года Китай в мировом рейтинге пляжного футбола занимает 67 место.

## История
Китайская футбольная ассоциация приняла решение основать собственную сборную по пляжному футболу накануне проведения первого розыгрыша Кубка Азии 2006 года в Дубае, который являлся квалификацией на чемпионат мира. Для завоевания одной из трёх путёвок на мундиаль был приглашён бразильский тренер Марко Октавио. Перед поездкой на турнир был проведён чемпионат Китая по пляжному футболу в Ксиамэне, где из более 200 игроков Октавио отобрал 15 кандидатов в сборную.
На турнире Китай сумел выйти в полуфинал, где уступил Японии (2:3), а в матче за третье место, где разыгрывалась последняя путёвка на мундиаль, подопечные Октавио оказалась слабее Ирана (4:6). В последующем Китай участвовал во всех розыгрышах Кубка Азии, но никогда не добивался права сыграть на чемпионате мира, но результат турнира 2006 года до сих пор является лучшим в его истории.
На Пляжных Азиатских играх Китай участвовал во всех пяти розыгрышах, где наилучшим результатом является второе место на соревнованиях 2012 года. В 2012 и 2016 году сборная Китая приглашалась на Мунидалито, а в 2019 году — на Кубок Неома. В 2019 году на китайско-латиноамериканском кубке проходившем в городе Таншань хозяева заняли третье место.
В начале 2010-х сборную возглавлял канадец Росс Онгаро. С 2017 по 2021 год тренером Китая являлся испанский специалист Рамиро Амарелле. Впоследствии главным тренером стал бразилец Марсело Мендес.

## Достижения
Пляжные Азиатские игры
- Второе место: 2012

## Статистика

### Чемпионат мира
| Год         | Раунд                  | Место                  | И                      | В                      | П                      | ГЗ                     | ГП                     |
| ----------- | ---------------------- | ---------------------- | ---------------------- | ---------------------- | ---------------------- | ---------------------- | ---------------------- |
| 1995 — 2005 | Не участвовала         | Не участвовала         | Не участвовала         | Не участвовала         | Не участвовала         | Не участвовала         | Не участвовала         |
| 2006 — 2024 | Не прошла квалификацию | Не прошла квалификацию | Не прошла квалификацию | Не прошла квалификацию | Не прошла квалификацию | Не прошла квалификацию | Не прошла квалификацию |
| Всего       | 0/23                   | 0/23                   | 0                      | 0                      | 0                      | 0                      | 0                      |

### Кубок Азии
| Год   | Раунд             | Место      | И | В | П | ГЗ | ГП |
| ----- | ----------------- | ---------- | - | - | - | -- | -- |
| 2006  | Матч за 3-е место | 4 место    | 4 | 1 | 3 | 10 | 16 |
| 2007  | Групповой этап    | 5 место    | 2 | 1 | 1 | 6  | 7  |
| 2008  | Матч за 3-е место | 4 место    | 4 | 1 | 3 | 6  | 19 |
| 2009  | Групповой этап    | 7 место    | 3 | 0 | 3 | 4  | 14 |
| 2011  | 1/4 финала        | 5 место    | 4 | 2 | 2 | 10 | 9  |
| 2013  | Матч за 7-е место | 7 место    | 5 | 3 | 2 | 33 | 18 |
| 2015  | Матч за 5-е место | 6 место    | 6 | 3 | 3 | 16 | 28 |
| 2017  | Групповой этап    | 5-12 место | 4 | 0 | 4 | 3  | 24 |
| 2019  | Групповой этап    | 5-15 место | 3 | 1 | 2 | 14 | 14 |
| 2023  | 1/4 финала        | 5-16 место | 3 | 2 | 2 | 10 | 22 |
| Всего | 1010              | 1010       | 6 | 2 | 4 | 23 | 30 |